# Кали Учис
Кали Учис (англ. Kali Uchis; настоящее имя — Карли Марина Лоейза (англ. Karly Marina Loaiza), род. 17 июля 1994, Перейра, Колумбия) — американская певица, автор песен, продюсер и режиссёр музыкальных видеоклипов.

## Биография

### Ранние годы
Карли Лоейза родилась 17 июля 1994 года в Перейре, Колумбия. Когда ей было семь лет, семья переехала в Александрию, штат Виргиния, США. В некоторых источниках указывается годом рождения 1993, а местом рождения — собственно Александрия, куда её родители переехали в начале 1990-х до её рождения.
Будучи подростком, она посещала престижную школу T. C. Williams High School, где научилась игре на фортепиано и саксофоне.

### Карьера
В августе 2012 года она выпустила дебютный микстейп «Drunken Babble». После выпуска микстейпа на Кали обратили внимание многие музыкальные издания и музыканты. Рэпер Snoop Dogg использовал вокал Кали в его треке «On Edge».
В феврале 2015 года, Кали выпустила дебютный EP (мини-альбом) «Por Vida», который получил хорошие отзывы музыкальных критиков. Альбом доступен для покупки в iTunes, прослушивания на SoundCloud, а также доступен для бесплатного скачивания на официальном сайте певицы. Над альбомом работали: XXXChange, Tyler, The Creator, Diplo, Bunx, Kaytranada, BadBadNotGood и Caleb Stone. В октябре 2015 года Кали отправилась в свой первый совместный тур с Леоном Бриджесом по США и Канаде.
Она была представлена на треке «She’s My Collar» из четвертого студийного альбома группы Gorillaz «Humanz», а также на бонус-треке «Ticker Tape».
22 мая 2017 года она выпустила «Tyrant» с участием Jorja Smith, первого сингла с ее дебютного студийного альбома «Isolation» (2018).

## Дискография

### Альбомы
| Год  | Название                                | Детали                    |
| ---- | --------------------------------------- | ------------------------- |
| 2018 | Isolation                               | - Выпущен: 6 апреля 2018  |
| 2020 | Sin Miedo (del Amor y Otros Demonios) ∞ | - Выпущен: 18 ноября 2020 |
| 2023 | Red Moon in Venus                       | - Выпущен: 3 марта 2023   |
| 2024 | Orquídeas                               | - Выпущен: 12 января 2024 |
| 2025 | Sincerely                               | - Выпущен: 9 мая 2025     |

### Микстейпы
| Год  | Название       | Детали                                                                    |
| ---- | -------------- | ------------------------------------------------------------------------- |
| 2012 | Drunken Babble | - Выпущен: 1 августа 2012 - Kali Uchis LLC - Формат: цифровая дистрибуция |

### Мини-альбомы
| Год  | Название             | Детали                                                                           |
| ---- | -------------------- | -------------------------------------------------------------------------------- |
| 2015 | Por Vida             | - Выпущен: 4 февраля 2015 - Лейбл: Kali Uchis LLC - Формат: цифровая дистрибуция |
| 2020 | To Feel Alive        | - Выпущен: 24 апреля 2020                                                        |
| 2021 | Sin Miedo (Acoustic) | - Выпущен: 4 июня 2021                                                           |

### Синглы
| Год  | Название                                         | Альбом          |
| ---- | ------------------------------------------------ | --------------- |
| 2014 | «Know What I Want»                               | Por Vida        |
| 2015 | «Lottery»                                        | Por Vida        |
| 2015 | «Ridin Round»                                    | Por Vida        |
| 2016 | «Only Girl (feat. Steve Lacy and Vince Staples)» | Сингл           |
| 2017 | «Tyrant»                                         | Сингл           |
| 2018 | «After the Storm»                                | Fool’s Paradise |
| 2019 | «Time (feat. Free Nationals and Mac Miller)»     | Сингл           |
| 2019 | «Solita»                                         | Сингл           |

### Приглашённый артист
| Год  | Название                  | Исполнитель                                                   | Альбом                  |
| ---- | ------------------------- | ------------------------------------------------------------- | ----------------------- |
| 2014 | «On Edge»                 | Snoop Dogg                                                    | That’s My Work Volume 3 |
| 2014 | «Devine»                  | GoldLink                                                      | The God Complex         |
| 2015 | «Find Your Wings»         | Tyler, The Creator, Roy Ayers, Syd Bennett                    | Cherry Bomb             |
| 2015 | «Fucking Young / Perfect» | Tyler, The Creator, Charlie Wilson, Chaz Bundick, Syd Bennett | Cherry Bomb             |
| 2015 | «Wave»                    | Major Lazer                                                   | Peace Is The Mission    |
| 2017 | «El Ratico»               | Juanes                                                        | Mis Planes son amarte   |
| 2019 | «10%»                     | Kaytranada                                                    | Bubba                   |

### Музыкальные видео
| Год  | Название           | Режиссёры                                    |
| ---- | ------------------ | -------------------------------------------- |
| 2013 | «What They Say»    | Kali Uchis and Tony Katai                    |
| 2014 | «Know What I Want» | Kali Uchis and Chris Black                   |
| 2015 | «Rush»             | Kali Uchis and WIISSA                        |
| 2015 | «Loner»            | Kali Uchis and Andy Hines                    |
| 2015 | «Ridin Round»      | Kali Uchis and Felipe Holguín Caro           |
| 2016 | «Only Girl»        | Kali Uchis, Cory Bailey and Valentine Street |
| 2017 | «Tyrant»           | HELMI                                        |
| 2018 | «After The Storm»  | Nadia Lee Cohen                              |